# モートゥル・コマンドーGUY
『モートゥル・コマンドーGUY』（モートゥル・コマンドーガイ）は、坂本眞一による日本の漫画。単行本第2巻の巻末に、特別読切の『武道一直線!!』と『烈風伝』を収録。

## キャラクター
本城ガイ
主人公。必殺の戦闘術、モートゥル・コマンドーの使い手。
ルシア
ヒロイン。
バート・ウィリアムス
破壊工。巨体で鈍いため「タンク」と呼ばれている。
ピータース
通信兵。
モーリス
指揮官。
ザザ
敵に情報を密告してしまう。
ゴエス
麻薬組織の元締め。
ロムルダー
元・スーパーヘビー級世界ランカー。
マット・ヒューム
指揮官。バートの義理の兄。
ギルバート・バレンティーニ
傭兵。ガイとは戦友の関係。